# Districte de Dehradun
El districte de Dehradun o Dehra Dun (hindi देहरादून) és una divisió administrativa d'Uttarakhand a l'Índia amb capital a Dehradun, que és també la capital d'Uttarakhand (de vegades Uttaranchal) si bé la decisió final no s'ha adoptat encara. Altres ciutats destacades són Rishikesh, Mussoorie, Landour i Chakrata. La superfície és de 3088 km² i la població segons el cens del 2001 era d'1.282.143 habitants.

## Geografia
El districte abraça les terres entre el Ganges a l'est i el Yamuna a l'oest i de les muntanyes Terai i Shivalik al sud i sud-est fins al gran Himàlaia al nord-oest. A part dels dos rius ja esmentats altres del districtes són: el Asan, Suswa, Tons, Rispana, Bindal i Amalava.

## Administració
Formen el districte 6 tehsils: 
- Dehradun
- Chakrata
- Vikasnagar
- Kalsi
- Tyuni
- Rishikesh

6 blocks de desenvolupament: 
- Chakrata
- Kalsi
- Vikasnagar
- Sahaspur
- Raipur
- Doiwala

## Història
En temps mítics la regió formava part del país anomenat Kedarkhand, llar de Xiva. Després van arribar els aris. La tradició diu que la regió estava pràcticament deshabitada fins al segle xi quan una caravana de banjares va passar pel territori i s'hi va quedar atrets per la seva bellesa.
La història escrita no comença fins al segle xvii quan formava part del regne de Garhwal. La ciutat va sorgir a la regió del Districte de Dehradun (o els duns) per obra de l'herètic guru sikh Ram Rai, expulsat del Panjab, i que fou recomanat al raja de Garhwal per Aurangzeb. La vila va créixer a l'entorn de la casa del santó i va portar el nom de Gurudwara, després Dehra i modernament Dehradun o Dehra Dun; el temple es va enriquir amb els ingressos de tres hisendes cedides pel raja Fateh Sah. El guru tenia l'habilitat de morir (segurament d'entrar en catalèpsia) i tornar a la vida al cap d'un període preestablert, però una vegada va calcular malament i es va morir definitivament; el llit on va morir encara és reverenciat pels seus devots al cenotafi. Un altre monument construït per la rani Karnavati es conserva a Nuwada. Fateh Sah va morir (abans que el santó Ram Rai) i el va succeir (1699) el seu fil gran Partap Sah.
La riquesa del regne va atreure l'atenció del governador Najib Dawla de Saharanpur, que va creuar les muntanyes Shivalik amb un exèrcit rohilla (1757) i va ocupar la comarca de Dun o els Duns. Sota l'administració de Najib, benvolent i lúcida, el districte va prosperar notablement; es van construir canals de reg i es van buscar fonts, i els colons van obtenir préstecs per desenvolupar l'agricultura. Najib va morir el 1770 i la prosperitat es va acabar. Rajputs, gujars, sikhs i gurkhes van començar a assolar la regió que de ser un jardí va passar a ser un terreny estèril. Quatre rages van seguir al tron però no podien controlar la situació i les tribus sotmetien als pagesos a exaccions i tota mena d'abusos.
Finalment els gurkhes van entrar al país i el raja Parduman Sah va fugir als Duns i a després a Saharanpur; els gurkhes van dominar la vall sense oposició. Mentre els gurkhes ocupaven Dehra Dun, els britànics entraven a Saharanpur. Un terratrèmol (1803) va fer mal tant a Dehra com a Saharanpur. Els gurkhes van governar als Duns que van acabar d'arruïnar i el van deixar com un desert; la població va esdevenir esclava i es venien més esclaus que cavalls o camells.
El 1814 va esclatar la guerra entre gurkhes i britànics (novembre). Poc després fou ocupada Dehra; quan van arribar els britànics foren ben acollits; la fortalesa de Kalanga fou assetjada i conquerida després d'un forta defensa (els sobrevivents van passar al servei de Ranjit Singh i van morir fins al darrer home en combat contra els afganesos). El 17 de novembre de 1815 una resolució va annexionar Dehra i altres territoris al districte de Saharanpur i el mes següent, en un tractat de pau, els gurkhes van cedir formalment el territori. El territori es va organitzar dins el districte de Saharanpur (divisió de Kumaon) ràpidament; el 1824 una revolta dels gujars dirigida per Kalwa, va fracassar; sota l'administració britànica al cap de pocs anys els Duns havien recuperat la prosperitat, i es van construir carreteres i canals i el cultiu va retornar arreu. El 1825 el territori de Jaunsar Bawar, històricament de Sirmoor, que havia estat conquerit a la mateixa campanya en què es van conquerir els Duns, va ser organitzat com a districte separat supeditat al resident a Delhi, però el 1829 es va reunir amb Dehra per formar el districte de Dehra o Dehradun a la divisió de Meerut. El 1842 el districte fou suprimit i agregat altre cop al de Saharanpur.
No hi va haver alteracions de l'orde durant el motí de 1857 i encara que 600 rebels de Jalandhar van creuar el Yamuna en direcció a Dehra, perseguits per forces britàniques, només van passar pel districte sense aturar-se. El 1871 es va recrear el districte de Dehradun. El 1968 fou transferit de la divisió de Meerut a la divisió de Garhwal.

## Geografia
El 1881 tenia una superfície de 3.090 km² i el 1901 de 3131 km². La seva població era: 102.831 (1865), 116.945 (1872), 144.070 (1881), 168.135 (1891) i 178.195 (1901) 
Formava part de la divisió de Meerut dins les Províncies del Nord-est, després Províncies Unides d'Agra i Oudh. Limitava al nord amb l'estat de Tehri-Garhwal, a l'oest per Sirmoor i el [districte d'Ambala], al sud pel districte de Saharanpur, i a l'est per Garhwal (part estat i part britànica). La capital era Dehra (Dehradun). Formaven el districte 6 ciutats i 416 pobles. Estava dividit en dos tehsils: Dehra i Chakrata. Les municipalitat principals eren Dehra i Mussoorie. El tehsil de Dehra tenia 1.893 km² i estava dividits en dues parganes (Eastern Duns i Western Duns) amb una població el 1901 de 127.094 habitants; les ciutats principals eren la capital Dehra (18959 habitants el 1881 i 28.095 habitants el 1901), Mussoorie, Landour i Rajpur, i a més hi havia 377 pobles.
Una inscripció d'Asoka s'ha trobar a Kalsi on consten els noms del reis contemporanis del gran rei als estats occidentals. Altres jaciments arqueològics interessants són alguns temples a uns 45 km al nord-est de Kalsi, a Madha, a la vora del Jumna, el principal dels quals el de Lakkha Mandir, inclou dues inscripcions datades vers 600/800.